# Henri de Thiard de Bissy
Henri Thiard, francoski general, * 1723, † 1794.
1. 1 2  data.bnf.fr: platforma za odprte podatke — 2011.